# Ломакине
Лома́кине — селище Сартанської селищної громади Маріупольського району Донецької області України. Населення становить 241 осіб. До 2020 року орган місцевого самоврядування — Талаківська селищна рада. Відстань до райцентру становить близько 18 км і проходить автошляхом місцевого значення.
В часі російсько-української війни при обороні Маріуполя 21 листопада 2014 року поблизу Ломакиного на фугасі підірвався український військовий автомобіль, постраждали двоє військових.

## Населення
За даними перепису 2001 року населення селища становило 241 особу, із них 0,41 % зазначили рідною мову українську, 99,17 % — російську, 0,41 % — грецьку мову.